# 林格羅夫 (愛荷華州)
林格羅夫（英語：Linn Grove）是一個位於美國愛荷華州布尤納維斯塔縣的城市。

## 地理
林格羅夫的座標為42°53′33″N 95°14′31″W / 42.89250°N 95.24194°W，而該地的平均海拔高度為389米（即1276英尺）。

## 人口
根據2010年美國人口普查的數據，林格羅夫的面積為1.58平方千米，當中陸地面積為1.50平方千米，而水域面積為0.08平方千米。當地共有人口154人，而人口密度為每平方千米97人。